# Oscar Pérez Rojas
Oscar Pérez Rojas (Benito Juárez, Ciudad de México, 1 de febrero de 1973) es un exfutbolista, entrenador y director deportivo mexicano; se desempeñó como guardameta, considerado uno de los mejores en la posición en la historia del país y un referente histórico de Cruz Azul. Desde mayo del 2024 ocupa el cargo de director del Instituto Hidalguense del Deporte (INHIDE).
En poco más de 25 Temporadas en la máxima categoría de México, obtuvo tres Copa de Campeones, así como dos Ligas y una Copa MX, incluyendo  el triplete continental de 1997 con Cruz Azul. Tiene el récord de más apariciones en la liga con 741 encuentros disputados, y es el segundo guardameta con más porterías imbatidas, con 189, solo debajo de Jesús Corona.
A nivel internacional, fue parte del seleccionado sub-23 de México, con el cual ganó el Preolímpico de Concacaf en 1996, pero se quedaría fuera del combinado que disputó los Juegos Olímpicos de ese año. En 1997 debutó en la selección mayor, donde se consagraría tres veces campeón de la Copa Oro y en la Copa Confederaciones en 1999. También participó en las ediciones de 1998, 2002 y 2010 de la Copa Mundial de Fútbol, en las dos últimas como portero titular.

## Trayectoria deportiva

### Cruz Azul (1993-2008)

#### Primeros años y consolidación en el primer equipo
Hijo de un operador de tranvía y una ama de casa, fue invitado a jugar a una filial del Atlante, donde se mantuvo 4 años, para poco después llegar a las inferiores del Cruz Azul. Su elasticidad y resorte como talento natural le ayudaron a destacarse en las fuerzas básicas azules, con lo que poco a poco fue incluido en los entrenamientos de porteros y al año fue añadido al primer equipo. 
Su debut se dio el 21 de agosto de 1993, después de la lesión de Alberto Guadarrama, Pérez ingresaba de cambio al minuto 18 en el empate 0 a 0 ante el Atlas. En esa campaña jugó 7 partidos. Durante el año siguiente sumó 20 juegos y estuvo alternando con Norberto Scoponi, pero volvería a la suplencia entre 1995 y 1997, disputando solo 13 partidos en dos años.

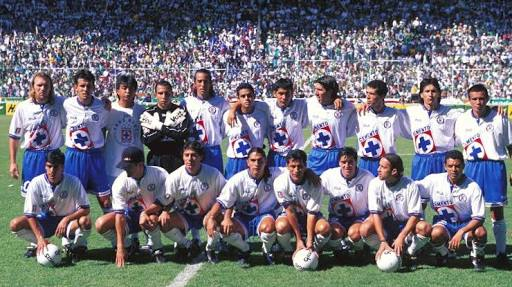
Pérez con Cruz Azul en la final de vuelta del Torneo Invierno 1997.

Para el Invierno 1997, con Luis Fernando Tena al frente del equipo, Pérez alternaría la titularidad con Nicolás Navarro. Asimismo, ese año se daría la contratación de Jorge Campos, quien solo disputaría como portero el último encuentro del torneo regular, el cual terminó con derrota 1-0 ante el Club América. El 24 de agosto de 1997 disputaban ante Los Angeles Galaxy la final de la Copa de Campeones de la Concacaf 1997, donde Cruz Azul se quedaría con el campeonato con marcador de 5-3, siendo este el primer título de Pérez como titular. Ganando la carrera por la titularidad en el arco, ese torneo Pérez disputó su primera fase final, ganando ante el Club León su único título liguero con Cruz Azul.

#### Cerca de la gloria continental
A inicios del año 2000, Cruz Azul buscaría más la internacionalización, que había intentado desde los setenta, al incursionar en la Copa Libertadores de América. Después de caer en la final del Invierno 1999, se produjeron salidas importantes en el equipo, que en su mayoría fueron sustituidas por elementos de la cantera, dejando como pilares a Francisco Palencia y al propio "Conejo". 
Luego de disputar la Liguilla Pre-Libertadores ante equipos de Venezuela, se clasificaban para la Copa Libertadores 2001. Harían una fase de grupos espectacular: ganando 4 partidos, empatando uno y perdiendo otro, para un total de 13 puntos. Jugaron los octavos de final ante el Cerro Porteño, al cual dejarían en el camino por marcador global de 4-3. En cuartos de final aplanaron 3-0 al River Plate en el Estadio Azteca. Luego dieron cuenta de Rosario Central; primero con un 2-0 en la ida y luego en un muy emocionante empate 3-3 en el Estadio Gigante de Arroyito. La llave final los enfrentó contra Boca Juniors. En la ida los argentinos sacaron a relucir su experiencia en el torneo y vencieron 0-1 al conjunto capitalino, que pudo haber terminado con un marcador más abultado, pero Pérez mantuvo con vida al equipo con una magnífica atajada a un disparo de Marcelo Alejandro Delgado que pudo matar las esperanzas azules. La final de vuelta fue una clase maestra por parte de Cruz Azul y con gol del Palencia el juego se alargó a los tiempos extras y los penales, donde los celestes caerían desde los once pasos y Boca Juniors se quedaba con el título.
Gracias a su potentosa participación, Cruz Azul fue invitado a jugar en el prestigioso Trofeo Teresa Herrera, que se ha disputado en España ininterrumpidamente desde 1946. Se enfrentaron ante Real Madrid en un recordado partido donde Pérez le atajaría dos penales a Luís Figo: uno en el tiempo regular y otro más en la tanda de penales, sin embargo el guardameta no pudo evitar la caída 3 a 1 nuevamente desde los once pasos.

#### Primer gol en clubes y salida de Cruz Azul
En 2006, durante la Jornada 8 del Apertura 2006, Pérez clavaría el segundo gol de su carrera, primero en clubes. En un partido que iban perdiendo contra los Tecos, subió al tiro de esquina en el último minuto. Con su característica potencia de piernas se elevó y sacó un remate fantástico que se fue a esconder entre las redes defendidas por un joven Jesús Corona. Un gol histórico, que lamentablemente no sería bien aprovechado por un equipo que, a pesar de terminar primero general, caería contra las Chivas en cuartos de final.
Pese a ser un baluarte del equipo, para mediados del 2007 Pérez ya estaba desgastado en la Noria y le quedaban pocas oportunidades con Cruz Azul. Luego de una serie de errores que le costaron la titularidad, fue sustituido por Yosgart Gutiérrez, quien disputaría la liguilla por el título, incluida la final que perderían ante Club Santos Laguna en el Clausura 2008, marcando así el final de la relación de Óscar con la institución tras 15 Temporadas, donde disputaría 470 partidos y marcó en una ocasión.

#### Cesiones en el fútbol mexicano
Llegaba a préstamo con los Tigres por un año. El equipo del norte estaba en plena renovación y confiaban en el portero para proteger la meta. Fue titular durante todo el Apertura 2008 y calificó a la liguilla, pero fueron eliminados por Atlante en cuartos de final. Para el Clausura 2009 llegaba Cirilo Saucedo al equipo y mandaba a la banca al veterano. El último encuentro de Pérez con la casaca felina fue contra el Necaxa, donde hizo una parada extraordinaria, apenas sobre la raya. Con los Tigres jugó 32 partidos. 
Se marchó a los Jaguares de Chiapas, donde portaría la casaca número 11 y permanecería dos torneos: el Apertura 2009 y el Bicentenario 2010. 
Después de un año de ausencia de la Primera División de México, el Club Necaxa regresaba y contrataba al tres veces mundialista. Tristemente el jugador vivió sus horas más bajas como profesional, ya que el equipo descendía por segunda vez en su historia y Oscar se marchaba con rumbo al San Luis. Participó en 4 torneos con los potosinos pero en ninguno el equipo consiguió destacar. No obstante, el guardameta demostraba que sus reflejos y elasticidad seguían intactos, y continuaba volando y deteniendo goles cantados semana tras semana. En San Luis, Pérez jugó 64 partidos durante 2 Temporadas.

### Pachuca (2013-2019)

#### Regreso al protagonismo: campeón de liga en 2016
En 2013 firma con el Club de Fútbol Pachuca, donde estaban formando un proyecto para aspirar al título nuevamente. En el Clausura 2014 los Tuzos alcanzaron la final ante Club León, donde Pérez con el gafete de capitán, respondió con su experiencia y Pachuca le dio la vuelta al marcador con dos goles de Enner Valencia y otro más de Hirving Lozano, para cerrar el marcador 2-3 en Guanajuato. No obstante en la vuelta, Mauro Boselli empató el global y mandó el partido a tiempos extra, donde Ignacio González marcó al minuto 111' y dejaba todo servido para el bicampeonato leonés. Pérez se sumó al ataque en los últimos instantes para buscar el empate global, pero nada más pasó y sumaba otro subcampeonato a su palmarés. 
Más tarde, en el Clausura 2016, con 43 años de edad, Pérez guiaba al equipo a una nueva final tras eliminar en semifinales al propio León. Tocaba recibir en casa el primer partido, ya que se topaban con el líder general: Club de Fútbol Monterrey. Con la mínima ventaja en la ida, el equipo llegaba al Estadio BBVA, donde serían muy superados por los Rayados en el trámite del juego, pero Óscar brindaría una de sus actuaciones más recordadas, sacando 11 disparos a gol durante el tiempo regular. Una de ellas rechazando una media tijera de Rogelio Funes Mori, para luego revolverse y detener hasta dos contra remates. Sin poder detener el tremendo disparo de Dorlan Pabón, se iban al medio tiempo con empate en el marcador global. Parecía que todo se iría a tiempos extra, pero sobre el final del partido un centro de Manny García que remató Víctor Guzmán lograba entrar en las redes, decretando el campeonato hidalguense. Luego de 18 años, Óscar Pérez volvía a levantar un trofeo de campeón de la Liga MX, convirtiéndose en el futbolista de mayor edad en ser Campeón en el balompié azteca, con 43 años y 118 días de edad.

#### Segundo gol en clubes
El segundo gol del "Conejo" se produjo en la Jornada 16 del Clausura 2017. Pérez otra vez se sumaba al ataque al minuto 92 y otra vez ganaba por elevación, aunque ahora le pegaba con el hombro. Un gol que eliminaba de la liguilla a su amado Cruz Azul y que, curiosamente, se lo volvió a clavar a Jesús Corona, por segunda vez en sus carreras. Tres días antes de aquél acontecimiento, el Pachuca había vencido en el Hidalgo a los Tigres en la final de la Liga de Campeones de la Concacaf, aunque Oscar lo vio desde la banca, ya que Alfonso Blanco fue el encargado de parar en ese torneo.

#### Récord de más partidos disputados y Mundial de Clubes
El 23 de julio de 2017, se convertía en el jugador con más presencias en la Primera División de México, dejando atrás la marca de Oswaldo Sánchez. Cerraría su racha con 741 partidos, en una cifra extremadamente difícil de superar. En diciembre de ese año, Pachuca viajaba a los Emiratos Árabes Unidos para participar en la Copa Mundial de Clubes de la FIFA 2017. En el primer juego contra el Wydad Casablanca de Marruecos, Pérez se convertía en el futbolista de mayor edad en participar del campeonato. Lo hacía con 44 años cumplidos, superando la marca de Miguel Calero, que lo hizo con 39 en el 2010. El equipo lograba avanzar a las semifinales, en donde se toparon con el Grêmio de Porto Alegre. Oscar tuvo una buena atajada en la segunda mitad, pero no logró detener el perfecto derechazo de Éverton en los tiempos extra. Jugar ese mundial sería el penúltimo gran homenaje para su sensacional carrera futbolística. Después de eso, comenzó a ser suplente permanente de "Poncho" Blanco. Con el Pachuca, Oscar Pérez jugó 6 Temporadas, participando en 188 partidos y marcando un gol.

### Retiro del fútbol
En julio de 2019, anunció su retiro como profesional. El 27 de julio de 2019 jugó una última vez con el Cruz Azul, como parte del equipo en un partido ante Toluca, aunque se generó polémica por saber si era o no reglamentario. Alineó como titular y fue homenajeado por la grada y por ambos equipos. De esta manera, se convirtió en el quinto elemento del equipo en recibir un homenaje durante un partido de Primera División en el Coloso de Santa Úrsula.

## Selección nacional

### Categorías menores
En 1996, en un partido amistoso con la Sub-23 de México ante Corea del Sur, Pérez subió a rematar en un tiro de esquina de último minuto. Tras el rebote, el "Conejo" la midió y con la zurda cacheteó la pelota que se incrustó en el poste más lejano del guardameta. Este sería uno de los tres goles que anotaría en su carrera. Con la Sub-23 disputaría 3 partidos y anotaría un gol. Estaba prácticamente amarrado a la convocatoria para los Juegos Olímpicos de Atlanta 1996, pero se permitió convocar a 3 jugadores mayores de 23 años y los directivos llamaron a Jorge Campos, dejando fuera al "Conejo".

### Selección absoluta
El 16 de diciembre de 1997 debutó con la Selección Mexicana, dirigida por Manuel Lapuente en la derrota 3-2 ante Brasil en la Copa FIFA Confederaciones 1997. Fue el arquero titular en la Copa de Oro de la Concacaf 1998, en donde México consiguió el tricampeonato.
Con Aguirre defendió el arco del combinado nacional en la Copa América 2001, perdiendo la final ante el local Colombia. 
Participó en 3 ediciones de la Copa Mundial, siendo suplente en la Copa Mundial de Fútbol de 1998 en Francia y titular en la Copa Mundial de Fútbol de 2002 en Corea del Sur y Japón y en la Copa Mundial de Fútbol de 2010 en Sudáfrica, teniendo en esta competencia su última participación con la selección. Disputó 55 partidos entre 1997 y 2010.

#### Participaciones en fases finales
| Torneo                         | Categoría                   | Sede                        | Resultado                   | Partidos | G. R. |
| ------------------------------ | --------------------------- | --------------------------- | --------------------------- | -------- | ----- |
| Copa Mundial de Fútbol de 1998 | Absoluta                    | Francia                     | Octavos de final            | 0        | 0     |
| Copa Mundial de Fútbol de 2002 | Absoluta                    | Corea del Sur- Japón        | Octavos de final            | 4        | 4     |
| Copa Mundial de Fútbol de 2010 | Absoluta                    | Sudáfrica                   | Octavos de final            | 4        | 5     |
| Total                          | Total                       | Total                       | Total                       | 8        | 9     |
| Copa Confederaciones 1997      | Absoluta                    | Arabia Saudita              | Primera fase                | 1        | 3     |
| Copa Confederaciones 1999      | Absoluta                    | México                      | Campeón                     | 0        | 0     |
| Total                          | Total                       | Total                       | Total                       | 1        | 3     |
| Copa América 1995              | Absoluta                    | Uruguay                     | Cuartos de final            | 0        | 0     |
| Copa América 1999              | Absoluta                    | Paraguay                    | Tercer lugar                | 0        | 0     |
| Copa América 2001              | Absoluta                    | Colombia                    | Subcampeón                  | 4        | 2     |
| Copa América 2004              | Absoluta                    | Perú                        | Cuartos de final            | 0        | 0     |
| Total                          | Total                       | Total                       | Total                       | 4        | 2     |
| Copa Oro 1998                  | Absoluta                    | Estados Unidos              | Campeón                     | 4        | 2     |
| Copa Oro 2000                  | Absoluta                    | Estados Unidos              | Cuartos de final            | 2        | 2     |
| Total                          | Total                       | Total                       | Total                       | 6        | 4     |
| Total en selección absoluta    | Total en selección absoluta | Total en selección absoluta | Total en selección absoluta | 19       | 18    |

## Política en el fútbol mexicano
A su retiro, Pérez fungió como entrenador de porteros en los cuerpos técnicos de Robert Dante Siboldi, Juan Reynoso y Diego Aguirre, siendo partícipe del noveno título de liga en el Clausura 2021, así como de un Campeón de Campeones y una Supercopa de la Liga.
El 23 de febrero del 2023, fue anunciado oficialmente como Director Deportivo en Cruz Azul. Entre sus primeras decisiones fue prescindir de jugadores como Jesús Corona, Julio César Domínguez y Rafael Baca. Del mismo modo, fue el encargado de designar a Ricardo Ferretti como entrenador del equipo, con lo que se ganó el apoyo de la afición del club. No obstante, ante los malos resultados que condujeron al despido del Tuca, y el anuncio de que Jaime Ordiales designaría al nuevo técnico, se puso en tela de juicio como estaba operando la directiva e inteligencia deportiva del equipo, a lo que el exjugador negó que Cruz Azul haya tenido asesoramientos de este último.
El 15 de noviembre del 2023, se dio a conocer que la directiva de Cruz Azul prescindió del cargo a Óscar Pérez, luego de los pobres resultados obtenidos bajo su gestión. Misma destitución generó polémica, pues de acuerdo a diversos medios, Pérez nunca tuvo poder en la toma de decisiones como director deportivo y durante este periodo siguió cobrando como entrenador de porteros.

## Estadísticas

### Clubes
Actualizado a fin de carrera deportiva.
| Cruz Azul · México | 1993-94       | 1.ª           | 7   | — | —  | — | —  | — | 7   | 0 |
| Cruz Azul · México | 1994-95       | 1.ª           | 20  | — | 2  | — | —  | — | 22  | 0 |
| Cruz Azul · México | 1995-96       | 1.ª           | 4   | — | 1  | — | —  | — | 5   | 0 |
| Cruz Azul · México | 1996-97       | 1.ª           | 9   | — | —  | — | —  | — | 9   | 0 |
| Cruz Azul · México | 1997-98       | 1.ª           | 31  | — | —  | — | 4  | — | 35  | 0 |
| Cruz Azul · México | 1998-99       | 1.ª           | 32  | — | 3  | — | 1  | — | 36  | 0 |
| Cruz Azul · México | 1999-00       | 1.ª           | 39  | — | 3  | — | —  | — | 42  | 0 |
| Cruz Azul · México | 2000-01       | 1.ª           | 32  | — | 3  | — | 14 | — | 49  | 0 |
| Cruz Azul · México | 2000-02       | 1.ª           | 33  | — | 3  | — | —  | — | 36  | 0 |
| Cruz Azul · México | 2002-03       | 1.ª           | 39  | — | 2  | — | 9  | — | 50  | 0 |
| Cruz Azul · México | 2003-04       | 1.ª           | 46  | — | —  | — | —  | — | 46  | 0 |
| Cruz Azul · México | 2004-05       | 1.ª           | 28  | — | —  | — | —  | — | 28  | 0 |
| Cruz Azul · México | 2005-06       | 1.ª           | 28  | — | 3  | — | —  | — | 31  | 0 |
| Cruz Azul · México | 2006-07       | 1.ª           | 39  | 1 | 2  | — | —  | — | 41  | 1 |
| Cruz Azul · México | 2007-08       | 1.ª           | 30  | — | 3  | — | —  | — | 33  | 0 |
| Cruz Azul · México | Total club    | Total club    | 417 | 1 | 25 | 0 | 28 | 0 | 470 | 1 |
| Tigres UANL · México | 2008-09       | 1.ª           | 30  | — | 2  | — | —  | — | 32  | 0 |
| Tigres UANL · México | Total club    | Total club    | 30  | 0 | 2  | 0 | 0  | 0 | 32  | 0 |
| Jaguares de Chiapas · México | 2009-10       | 1.ª           | 30  | — | 2  | — | —  | — | 32  | 0 |
| Jaguares de Chiapas · México | Total club    | Total club    | 30  | 0 | 2  | 0 | 0  | 0 | 32  | 0 |
| Necaxa · México | 2010-11       | 1.ª           | 34  | — | —  | — | —  | — | 34  | 0 |
| Necaxa · México | Total club    | Total club    | 34  | 0 | 0  | 0 | 0  | 0 | 34  | 0 |
| San Luis · México | 2011-12       | 1.ª           | 31  | — | —  | — | —  | — | 31  | 0 |
| San Luis · México | 2012-13       | 1.ª           | 31  | — | 2  | — | —  | — | 33  | 0 |
| San Luis · México | Total club    | Total club    | 62  | 0 | 2  | 0 | 0  | 0 | 64  | 0 |
| Pachuca · México | 2013-14       | 1.ª           | 40  | — | —  | — | —  | — | 40  | 0 |
| Pachuca · México | 2014-15       | 1.ª           | 40  | — | —  | — | 4  | — | 44  | 0 |
| Pachuca · México | 2015-16       | 1.ª           | 37  | — | —  | — | —  | — | 37  | 0 |
| Pachuca · México | 2016-17       | 1.ª           | 37  | 1 | 1  | — | —  | — | 38  | 1 |
| Pachuca · México | 2017-18       | 1.ª           | 12  | — | 5  | — | 2  | — | 19  | 0 |
| Pachuca · México | 2018-19       | 1.ª           | 2   | — | 8  | — | —  | — | 10  | 0 |
| Pachuca · México | Total club    | Total club    | 168 | 1 | 14 | 0 | 6  | 0 | 188 | 1 |
| Total carrera | Total carrera | Total carrera | 741 | 2 | 45 | 0 | 34 | 0 | 820 | 2 |
| (1) Incluye datos de la Copa México (1994-97, 2012-19); Pre Pre Libertadores (1998-02); Liguilla Pre-Libertadores (2001-03); Campeón de Campeones (2016); InterLiga (2005-08). (2) Incluye datos de la Copa de Campeones (1996-17); Copa Libertadores (2001-03); Copa Mundial de Clubes (2017). (3)No incluye goles en partidos amistosos. |               |               |     |   |    |   |    |   |     |   |

Partidos en Copas del Mundo
| Partidos en Mundiales | Partidos en Mundiales | Partidos en Mundiales | Partidos en Mundiales    | Partidos en Mundiales       |
| Fecha                 | Rival                 | Sede                  | Estadio                  | Partido                     |
| --------------------- | --------------------- | --------------------- | ------------------------ | --------------------------- |
| 3 de junio de 2002    | Croacia               | Niigata               | Stadium Big Swan         | Croacia 0 - 1 México        |
| 9 de junio de 2002    | Ecuador               | Miyagi                | Miyagi Stadium           | México 2 - 1 Ecuador        |
| 13 de junio de 2002   | Italia                | Oita                  | Big Eye Stadium          | México 1 - 1 Italia         |
| 19 de junio de 2002   | Estados Unidos        | Jeonju                | Jeonju World Cup Stadium | México 0 - 2 Estados Unidos |
| 11 de junio de 2010   | Sudáfrica             | Johannesburgo         | Soccer City              | Sudáfrica 1 - 1 México      |
| 17 de junio de 2010   | Francia               | Polokwane             | Estadio Peter Mokaba     | Francia 0 - 2 México        |
| 22 de junio de 2010   | Uruguay               | Rustenburg            | Estadio Royal Bafokeng   | México 0 - 1 Uruguay        |
| 27 de junio de 2010   | Argentina             | Johannesburgo         | Soccer City              | México 1 - 3 Argentina      |

## Palmarés

### Campeonatos nacionales
| Título           | Equipo    | País   | Año  |
| ---------------- | --------- | ------ | ---- |
| Copa México      | Cruz Azul | México | 1997 |
| Primera División | Cruz Azul | México | 1997 |
| Primera División | Pachuca   | México | 2016 |

### Campeonatos internacionales
| Título               | Equipo              | Sede             | Año  |
| -------------------- | ------------------- | ---------------- | ---- |
| Preolímpico          | México sub-23       | Canadá           | 1996 |
| Copa de Campeones    | Cruz Azul           | Guatemala        | 1996 |
| Copa de Campeones    | Cruz Azul           | Washington D. C. | 1997 |
| Copa Oro             | Selección de México | Los Ángeles      | 1998 |
| Copa Confederaciones | Selección de México | México           | 1999 |
| Copa de Campeones    | Pachuca             | Pachuca          | 2017 |

### Distinciones individuales
| Distinción                                                            | Año  |
| --------------------------------------------------------------------- | ---- |
| Balón de Oro al Fair Play del Apertura 2008                           | 2008 |
| Mejor jugador de la final entre Monterrey y Pachuca del Clausura 2016 | 2016 |
| Equipo ideal del Clausura 2016                                        | 2016 |
| Salón de la Fama del Fútbol                                           | 2023 |